# Gawrony (powiat opoczyński)
Gawrony – wieś w Polsce położona w województwie łódzkim, w powiecie opoczyńskim, w gminie Sławno.
W latach 1954–1968 wieś należała i była siedzibą władz gromady Gawrony, po jej zniesieniu w gromadzie Szadkowice. W latach 1975–1998 miejscowość należała administracyjnie do województwa piotrkowskiego.
Wierni Kościoła rzymskokatolickiego należą do parafii św. Wawrzyńca w Kunicach.